# William Douglas of Douglas († 1213)
William of Douglas († um 1213) war ein schottischer Adliger. Er ist das erste historisch belegte Mitglied des Clan Douglas.
Er ist erstmals urkundlich belegt, als er in einer Urkunde von Bischof Jocelin von Glasgow als anwesender Zeuge genannt wird, mit der dieser den Mönchen des Klosters Kelso, Rechte an der Burgkapelle von Peebles Castle bestätigte. Er wird in der Urkunde „Will. de Doufglaß“ genannt; der Namenszusatz belegt, dass er mit der feudalen Baronie Douglas in Lanarkshire belehnt worden war, nach der sich seine Familie fortan benannte. Diese Baronie war spätestens 1177 geschaffen worden.
Der Name seiner Ehefrau ist nicht bekannt. Sie war vermutlich die Schwester des Freskin of Kerdal vom Clan Murray. William hinterließ sieben Kinder:
- Archibald (vor 1183–um 1240), Laird of Douglas, ⚭ Margaret, Tochter des Sir John of Crawford;
- Brice († 1222), Bischof von Moray;
- Alexander († nach 1237), Kanoniker in Spynie, Vikar von Elgin;
- Henry († nach 1239), Kanoniker in Spynie;
- Hugh († nach 1238), Kanoniker in Spynie, Archidiakon von Moray;
- Fresin († 1232), Dekan von Moray;
- Margaret ⚭ Hervey de Keith.

William war spätestens 1214 gestorben, als sein ältester Sohn Archibald ihn beerbt hatte und urkundlich erstmals „Archibald of Douglas“ genannt wurde.